# فيليب براون (ممثل)
فيليب براون (بالإنجليزية: Philip Brown)‏ هو ممثل أمريكي، ولد في 26 مارس 1958.

## وصلات خارجية
- فيليب براون على موقع IMDb (الإنجليزية)
- فيليب براون على موقع قاعدة بيانات الفيلم (الإنجليزية)
- فيليب براون على موقع كينوبويسك (الروسية)